# University of Alaska Fairbanks
University of Alaska Fairbanks (UAF) är ett amerikanskt offentligt forskningsuniversitet som ligger i Fairbanks i Alaska och hade totalt 9 330 studenter (8 170 undergraduate students och 1 160 postgraduate students) för hösten 2016. De ingår i universitetssystemet University of Alaska system och det internationella samarbetsorganisationen University of the Arctic.
1906 uppfördes en Agricultural Experiment Station av den amerikanska federala regeringen och var till för att experimentera med jordbruk och livsmedel i arktiskt miljö. 1915 beslutade USA:s kongress att en högre utbildningsinstitution skulle uppföras på en del av stationens mark. Den 3 maj 1917 signerade Alaskaterritoriets guvernör John Franklin Alexander Strong ett dekret om att starta ett sådant och fick namnet Alaska Agricultural College and School of Mines. Lärosätet öppnades officiellt 1922 och redan vid 1931 valde den federala regeringen att colleget fick överta hela stationens mark eftersom efterfrågan från befolkningen om att utbilda sig ökade markant med åren som gick. 1935 stiftade Alaskas territoriala regering en lag som gjorde att utbildningsinstitutionen blev ett universitet och fick namnet University of Alaska. 1975 grundades det delstatliga universitetssystemet University of Alaska system och de fick då sitt nuvarande namn.
UAF tävlar med elva universitetslag i olika idrotter via deras idrottsförening Alaska Nanooks.

## Alumner
| Idrottare - Shawn Chambers - Tyler Eckford - Jordan Hendry - Chad Johnson - Dion Knelsen - Cody Kunyk | - Colton Parayko - Barry Smith - Aaron Voros Politiker/offentlig förvaltning - Bob Bartlett - Jay Hammond |